# Mimela condophora
Mimela condophora är en skalbaggsart som beskrevs av Ohaus 1913. Mimela condophora ingår i släktet Mimela och familjen Rutelidae. Inga underarter finns listade i Catalogue of Life.